# Tipula (Eumicrotipula) werneri
Tipula (Eumicrotipula) werneri is een tweevleugelige uit de familie langpootmuggen (Tipulidae). De soort komt voor in het Nearctisch gebied.